# Cordyceps dovei
Cordyceps dovei är en svampart som beskrevs av Rodway 1900. Cordyceps dovei ingår i släktet Cordyceps och familjen Cordycipitaceae.   Inga underarter finns listade i Catalogue of Life.